# Powiat międzychodzki

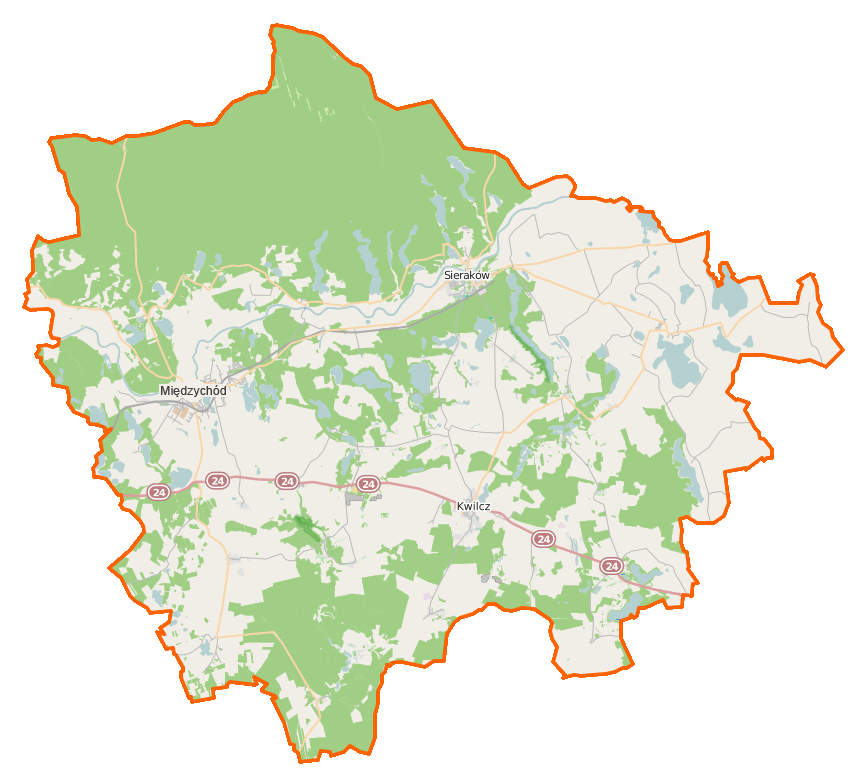
Mapa powiatu

Powiat międzychodzki – powiat w zachodniej Polsce, w województwie wielkopolskim. Jego siedzibą jest miasto Międzychód. Jest powiatem o najmniejszej liczbie mieszkańców w woj. wielkopolskim (36 751 osób). Został utworzony w 1999 roku w ramach reformy administracyjnej.
Według danych z 1 stycznia 2014 r. powierzchnia powiatu wynosiła 736,44 km².
Według danych z 31 grudnia 2019 roku powiat zamieszkiwało 36 751 osób. Natomiast według danych z 30 czerwca 2020 roku powiat zamieszkiwało 36 686 osób.

## Podział administracyjny
W skład powiatu wchodzą:
- 2 gminy miejsko-wiejskie: Międzychód, Sieraków;
- 2 gminy wiejskie: Chrzypsko Wielkie, Kwilcz;
- 2 miasta: Międzychód, Sieraków.

| gmina             | herb | typ | ludność (2011) | powierzchnia (km²) | gęstość zaludnienia (os./km²) | liczba sołectw | liczba wsi | większe wsie (ludność, 2009) |
| ----------------- | ---- | --- | -------------- | ------------------ | ----------------------------- | -------------- | ---------- | --- |
| Międzychód        |      | M-W | 18625          | 307,24             | 60,6                          | 26             | 43         | Bielsko (1521), Łowyń (721), Kamionna (528), Głażewo (449), Radgoszcz (418), Muchocin (359), Tuczępy (349), Gorzyń (341), Kolno (315) |
| Sieraków          |      | M-W | 8786           | 203,31             | 43,2                          | 15             | 28         | Lutom, Kaczlin, Grobia |
| Kwilcz            |      | W   | 6289           | 141,78             | 44,3                          | 16             | 28         | Kwilcz, Lubosz, Daleszynek, |
| Chrzypsko Wielkie |      | W   | 3381           | 84,33              | 40,1                          | 13             | 14         | Chrzypsko Wielkie, Łężeczki, Mylin |
| Powiat            |      |     | 36 668         | 736,66             | 49,8                          | 70             | 113        | |

## Demografia
Według danych z 31 grudnia 2010 r. powiat miał 36 704 mieszkańców. Powiat międzychodzki jest powiatem o najmniejszej liczbie mieszkańców w woj. wielkopolskim.
Siedziba powiatu, Międzychód, jest także najmniejszym demograficznie miastem będącym siedzibą powiatu w województwie.

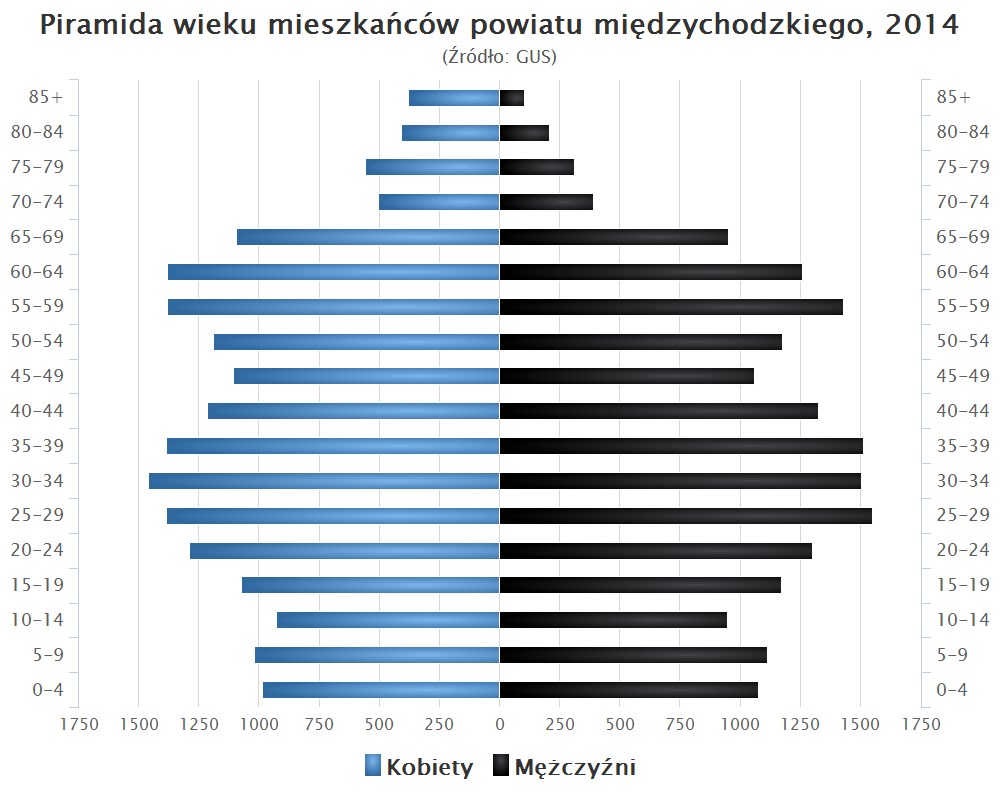
Piramida wieku mieszkańców powiatu międzychodzkiego w 2014 roku

Liczba ludności (dane z 30 czerwca 2009):
|        | Ogółem | Ogółem | Kobiety | Kobiety | Mężczyźni | Mężczyźni |
| osób   | %      | osób   | %       | osób    | %         |           |
| ------ | ------ | ------ | ------- | ------- | --------- | --------- |
| Ogółem | 36 615 | 100    | 18 569  | 50,71   | 18 046    | 49,29     |
| Miasto | 16 986 | 46,39  | 8786    | 24,00   | 8200      | 22,40     |
| Wieś   | 19 629 | 53,61  | 9783    | 26,72   | 9846      | 26,89     |

▶Wieś vs ▶miasto
Ogółem (▶k, ▶m)
Miasto (▶k, ▶m)
Wieś (▶k, ▶m)

## Gospodarka
W końcu września 2019 liczba zarejestrowanych bezrobotnych w powiecie międzychodzkim obejmowała ok. 0,5 tys. mieszkańców, co stanowi stopę bezrobocia na poziomie 4,2% do aktywnych zawodowo.

## Sąsiednie powiaty
- czarnkowsko-trzcianecki
- szamotulski
- nowotomyski
- międzyrzecki (lubuskie)
- strzelecko-drezdenecki (lubuskie)